# Chiesa unitaria della Transilvania
La Chiesa unitaria della Transilvania (in ungherese: Erdélyi Unitárius Egyház, in rumeno: Biserica Unitariană din Transilvania) è una chiesa di denominazione unitaria che ebbe origine nel 1568 con il vescovo riformato ungherese Ferenc Dávid che aveva abbandonato il calvinismo per predicare il cristianesimo unitario in Transilvania, una regione che è in Romania. Ferenc Dávid era stato influenzato dal medico italiano Giorgio Biandrata, un seguace delle idee di Michele Serveto.
Nel 1568 il re Jan Zygmunt di Transilvania accettò l'Unitarismo e dettò il primo editto di tolleranza religiosa nella storia europea moderna per consentire la libera pratica religiosa nel suo paese, compreso il cattolicesimo. Questo status speciale persisteva, con difficoltà dovute all'invasione della Transilvania da parte dell'Austria nel XVIII secolo e al controllo più o meno efficace dell'Impero austro-ungarico e, successivamente, dell'Italia fascista, dopo la prima guerra mondiale.
Secondo il censimento del 2002, 66.846 persone in Romania si identificano con la fede unitaria, perlopiù di etnia magiari, gruppi e 125 parrocchie. Nel 2006 erano 110 i pastori unitari e 141 i luoghi di culto, presieduti da un vescovo e cinque coadiutori.
Insieme alla Chiesa riformata di Romania e due denominazioni luterane, la Chiesa unitaria di Transilvania mantiene l'Istituto teologico protestante di Cluj, oltre a mantenere due scuole teologiche a livello secondario.
La separazione della Transilvania dall'Ungheria dopo la prima guerra mondiale portò alla formazione di una Chiesa unitaria ungherese in comunione con i suoi fratelli in Romania.